# John Rankin (piłkarz)
John Rankin (ur. 27 czerwca 1983) – szkocki piłkarz grający na pozycji pomocnika. W Scottish Premier League rozegrał 322 spotkania i zdobył 29 bramek.